# Ermanno
Ermanno  è un nome proprio di persona italiano maschile.

## Varianti
- Maschili: Ermano[2], Ermando[2], Armanno[2], Armano[2], Armando[3][5]
- Femminili: Ermanna[1][2], Ermana[2], Ermanda[2]

### Varianti in altre lingue
- Danese: Herman[3]
- Ceco: Heřman
- Finlandese: Hermanni[3]
- Francese: Armand[3][5]
  - Femminili: Hermine[6]
- Germanico: Hariman[3], Herman[3][7], Harman[7], Heriman[7], Herimann[7], Hereman[7], Herman[7], Hairman[7]
- Inglese: Herman[3][5]
- Islandese: Ármann[3]
- Latino: Harimannus[2], Herimannus[2], Hermannus[2], Armannus[2]
- Limburghese
  - Ipocoristici: Maan[3]
- Norvegese: Herman[3]
- Olandese: Hermanus[3], Herman[3]
  - Ipocoristici: Harm[3], Mannes[3]
- Portoghese: Armando[3][5]
- Russo: Герман (German)[3]
- Sloveno: Herman[3]
- Spagnolo: Armando[3][5]
- Svedese: Herman[3]
- Tedesco: Hermann[2][3][5]
  - Femminili: Hermine[6]

## Origine e diffusione
Deriva dal nome germanico Hariman, di tradizione longobarda e poi tedesca, attestato in forme latinizzate quali Harimannus ed Hermannus a partire dal X secolo. È composto dalle radici hari (o harja, "esercito", "popolo in armi") e mann (o mana, "uomo"), e il suo significato può pertanto essere interpretato come "uomo dell'esercito", "uomo d'armi", "guerriero".
In Italia gode di ottima diffusione, con maggiore presenza in Lombardia, in particolare nelle zone circostanti Milano e Como. La forma Ermando è recente, e rappresenta una fusione tra Ermanno e Armando. In Inghilterra venne introdotto dai Normanni, dando origine ad alcuni cognomi come Harman, ma non sopravvisse; venne riportato in voga in tutti i paesi anglofoni nel XIX secolo.

## Onomastico
L'onomastico si festeggia il 7 aprile in memoria di sant'Ermanno Giuseppe di Colonia, religioso premostratense. Con questo nome si ricordano anche due beati: Herman Karol Stępień, sacerdote dei frati minori conventuali, martire con altri compagni in Polonia, commemorato il 19 luglio, ed Ermanno il contratto, monaco a Reichenau, commemorato il 24 settembre.

## Persone

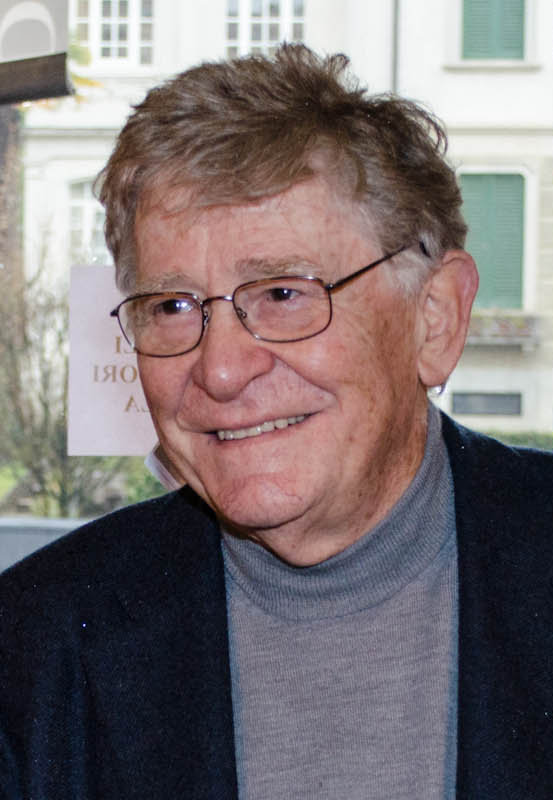
Ermanno Olmi

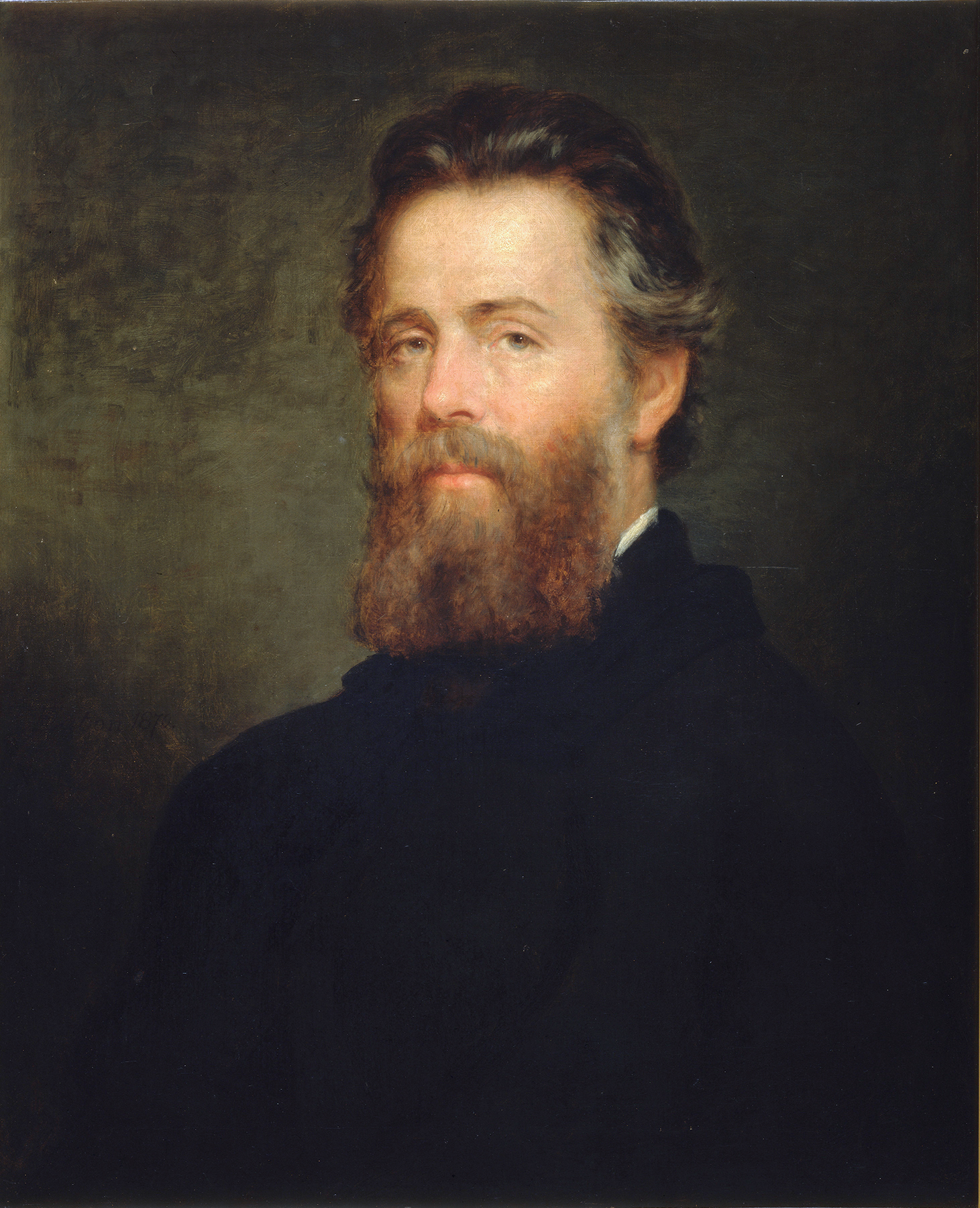
Herman Melville

- Ermanno d'Altavilla, cavaliere normanno
- Ermanno di Salza, quarto Gran maestro dell'Ordine teutonico
- Ermanno Aebi, arbitro di calcio e calciatore svizzero naturalizzato italiano
- Ermanno Bazzocchi, ingegnere, dirigente d'azienda e politico italiano
- Ermanno Bencivenga, filosofo e saggista italiano
- Ermanno Capelli, ciclista su strada italiano
- Ermanno Cavazzoni, scrittore e sceneggiatore italiano
- Ermanno Gorrieri, partigiano, sociologo, sindacalista e politico italiano
- Ermanno Olmi, regista e sceneggiatore italiano
- Ermanno Randi, attore italiano
- Ermanno Rea, scrittore, giornalista e fotoreporter italiano
- Ermanno Stradelli, esploratore, geografo e fotografo italiano
- Ermanno Wolf-Ferrari, compositore e musicista italiano

### Variante Herman
- Herman Koch, scrittore e attore olandese
- Herman Melville, scrittore, poeta e critico letterario statunitense
- Herman Rarebell, batterista tedesco
- Herman van Veen, cantautore, cabarettista, scrittore, attore e conduttore televisivo olandese
- Herman Wold, statistico svedese

### Variante Hermann
- Hermann Buhl, alpinista austriaco
- Hermann Cohen, filosofo tedesco

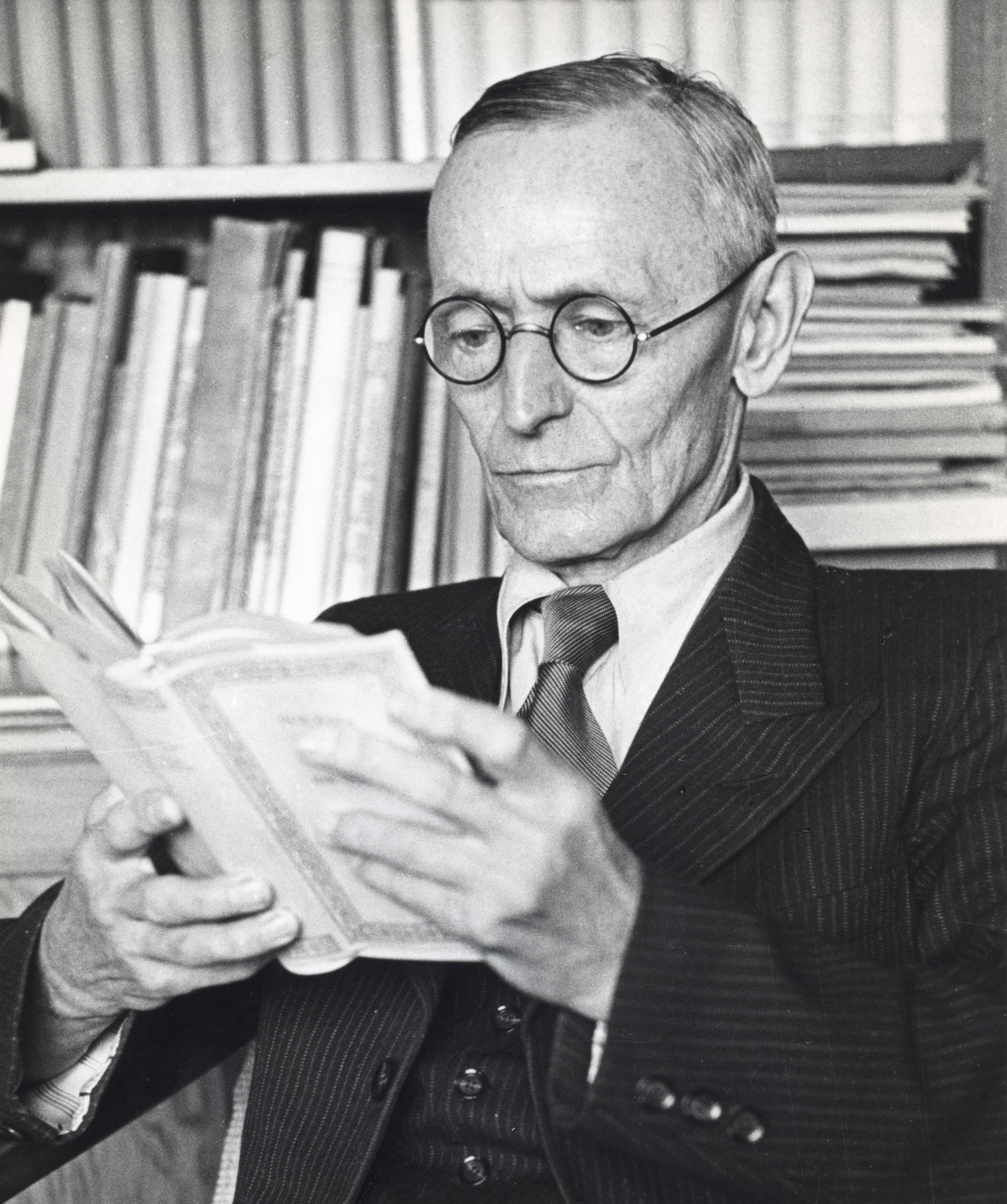
Hermann Hesse

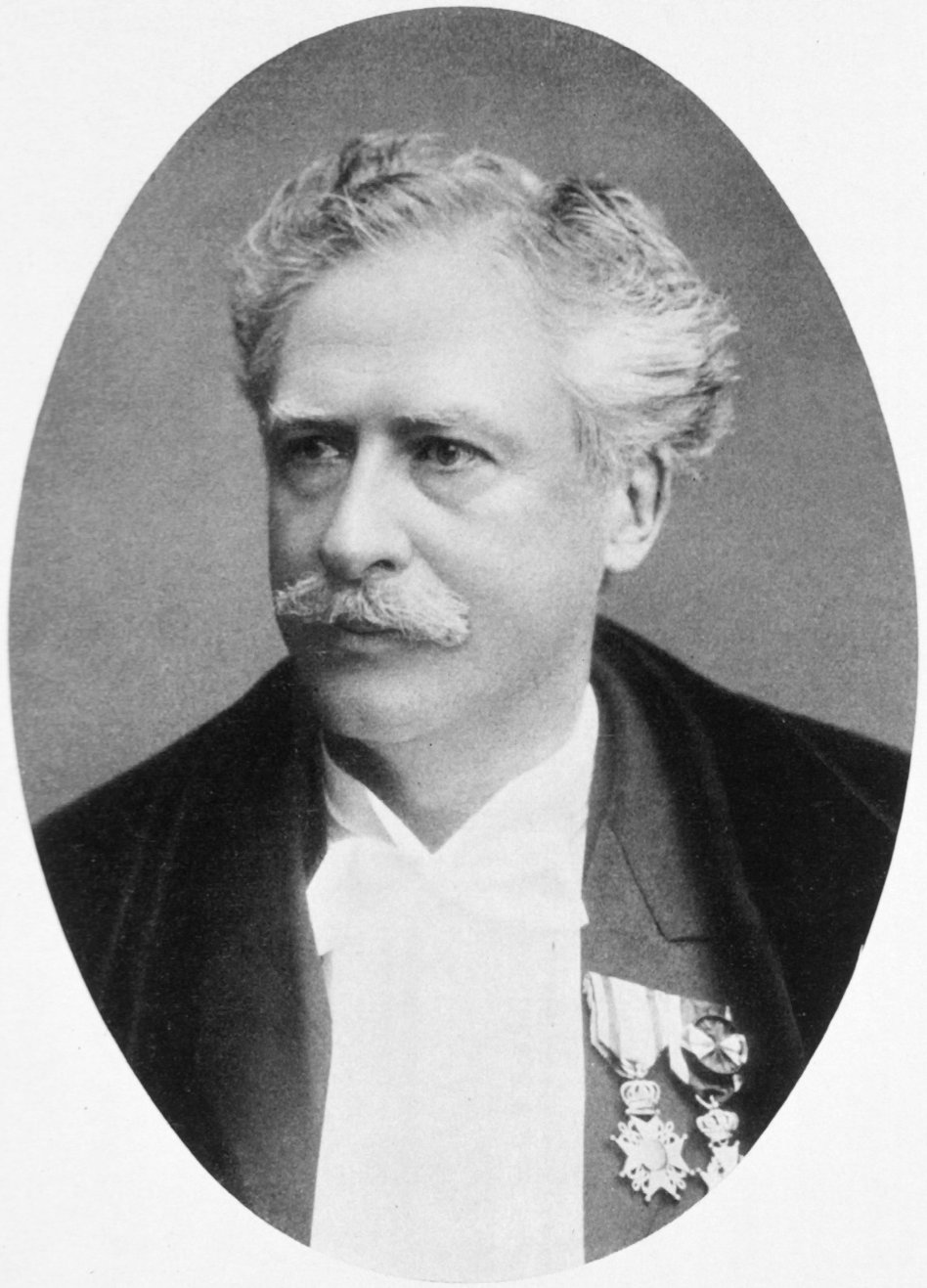
Hermann Snellen

- Hermann Emil Fischer, chimico tedesco
- Hermann Göring, politico e militare tedesco
- Hermann Günther Grassmann, matematico e linguista tedesco
- Hermann Hesse, scrittore, poeta, aforista, filosofo e pittore tedesco naturalizzato svizzero
- Hermann Huppen, fumettista belga
- Hermann Lang, pilota automobilistico tedesco
- Hermann Limbourg, miniatore olandese
- Hermann Maier, sciatore alpino austriaco
- Hermann Minkowski, matematico lituano naturalizzato tedesco
- Hermann Müller, politico tedesco
- Hermann Oberth, fisico tedesco
- Hermann Osthoff,  linguista e filologo tedesco
- Hermann Snellen, medico oftalmologo olandese
- Hermann Staudinger, chimico tedesco
- Hermann Tilke, architetto tedesco
- Hermann von François, generale tedesco
- Hermann von Helmholtz, medico, fisiologo e fisico tedesco
- Hermann Weyl, matematico, fisico e filosofo tedesco
- Hermann Zapf, tipografo tedesco

### Variante German
- German Fëdorov-Davydov, storico, archeologo e numismatico russo
- German Lopatin, scrittore e rivoluzionario russo
- German Titov, cosmonauta sovietico

### Variante femminile Hermine
- Hermine Bosetti, soprano tedesco
- Hermine Körner, attrice e regista tedesca